# سارا بهرامی
سارا بهرامی (زادهٔ ۲ بهمن ۱۳۶۱) بازیگر اهل ایران است. او برای بازی در مجموعهٔ تلویزیونی پروانه (۱۳۹۲) به شهرت رسید. بهرامی برای بازی در نقش مهسا برای فیلم دارکوب (۱۳۹۶) موفق به کسب سیمرغ بلورین بهترین بازیگر نقش اول زن شد. وی برای بازی در فیلم‌های ایتالیا ایتالیا (۱۳۹۵)، علفزار (۱۴۰۰) و جنگل پرتقال (۱۴۰۱) نیز نامزد دریافت سیمرغ بلورین شد.

## زندگی‌
سارا بهرامی در ۲ بهمن ۱۳۶۱ در اصفهان به دنیا آمد. او دانش‌آموختهٔ رشته تئاتر از دانشگاه آزاد اسلامی واحد تنکابن است. او از ۹ سالگی با ثبت‌نام در کلاس‌های تئاتر کانون پرورش فکری کودکان و نوجوانان وارد این عرصه شد.
او که در نمایش‌هایی چون «راهزنان»، «متولد ۱۳۶۱»، «اگر..»، «هم‌هوایی» و «مخمصه» بازی کرده‌است، در سال ۱۳۹۲ با بازی در مجموعه تلویزیونی پروانه به شهرت رسید.
وی اولین کار سینمایی خود را در سال ۱۳۸۸ با فیلم ایرانی-فرانسوی «تهرون» به کارگردانی نادر تکمیل همایون تجربه کرد. او برای اولین بار به خاطر بازی در فیلم ایتالیا ایتالیا به کارگردانی کاوه صباغ‌زاده نامزد دریافت سیمرغ بلورین بهترین بازیگر نقش اول زن در سی و پنجمین دوره جشنواره فیلم فجر و جشن منتقدین و نویسندگان سینمای ایران شد. همچنین وی توانست در سی و ششمین دوره جشنواره فیلم فجر برای بازی در فیلم دارکوب موفق به کسب سیمرغ بلورین بهترین بازیگر نقش اول زن شود.

## فیلم‌شناسی

### سینما
| سال  | عنوان                  | کارگردان          |
| ---- | ---------------------- | ----------------- |
| ۱۴۰۳ | خاتی                   | فریدون نجفی       |
| ۱۴۰۲ | سال گربه               | مصطفی تقی‌زاده     |
| ۱۴۰۱ | جنگل پرتقال            | آرمان خوانساریان  |
| ۱۴۰۱ | بعد از رفتن            | رضا نجاتی         |
| ۱۴۰۰ | علف‌زار                 | کاظم دانشی        |
| ۱۳۹۹ | روشن                   | روح‌الله حجازی     |
| ۱۳۹۹ | چپ راست                | حامد محمدی        |
| ۱۳۹۹ | خائن کشی               | مسعود کیمیایی     |
| ۱۳۹۸ | رمانتیسم عماد و طوبا   | کاوه صباغ‌زاده     |
| ۱۳۹۷ | جمشیدیه                | یلدا جبلی         |
| ۱۳۹۷ | سرکوب                  | رضا گوران         |
| ۱۳۹۷ | لتیان                  | علی تیموری        |
| ۱۳۹۶ | دارکوب                 | بهروز شعیبی       |
| ۱۳۹۶ | هزارپا                 | ابوالحسن داوودی   |
| ۱۳۹۵ | ایتالیا ایتالیا        | کاوه صباغ‌زاده     |
| ۱۳۹۳ | من دیه‌گو مارادونا هستم | بهرام توکلی       |
| ۱۳۹۰ | یک عاشقانه ساده        | سامان مقدم        |
| ۱۳۸۸ | تهرون                  | نادر تکمیل همایون |
| ۱۳۸۸ | آینه‌های روبرو          | نگار آذربایجانی   |

### تلویزیون
| سال  | عنوان        | نقش    | کارگردان       | یادداشت        |
| ---- | ------------ | ------ | -------------- | -------------- |
| ۱۳۹۳ | پرده‌نشین     |        | بهروز شعیبی    | پخش از شبکه یک |
| ۱۳۹۱ | پروانه       | پروانه‌ | جلیل سامان     | پخش از شبکه سه |
| ۱۳۹۰ | فرات         |        | مازیار میری    | پخش از شبکه دو |
| ۱۳۹۰ | مثل یک کابوس |        | شهرام شاه‌حسینی | پخش از شبکه یک |

### نمایش خانگی
| سال  | عنوان                    | نقش          | کارگردان        | یادداشت |
| ---- | ------------------------ | ------------ | --------------- | ------- |
| ۱۴۰۳ | بازنده                   | ارغوان امینی | امین حسین‌پور    |         |
| ۱۴۰۳ | کوری                     |              | سجاد پهلوان‌زاده |         |
| ۱۴۰۲ | خائن کشی                 |              | مسعود کیمیایی   |         |
| ۱۴۰۲ | مگه تموم عمر چندتا بهاره | حضور افتخاری | سروش صحت        |         |
| ۱۴۰۲ | شریک جرم                 |              | مازیار میری     |         |
| ۱۴۰۱ | درمانگر                  |              | امین حسین‌پور    |         |
| ۱۴۰۱ | خون‌سرد                   |              | امیرحسین ترابی  |         |
| ۱۴۰۱ | مهمونی                   | مهمان        | ایرج طهماسب     |         |
| ۱۴۰۰ | حرفه‌ای                   |              | مصطفی تقی‌زاده   |         |
| ۱۳۹۹ | همرفیق                   | مهمان        | شهاب حسینی      |         |
| ۱۳۹۸ | کرگدن                    | رها          | کیارش اسدی‌زاده  |         |
| ۱۳۹۷ | ساخت ایران ۲             | پریسا        | برزو نیک‌نژاد    |         |

### تئاتر
| سال  | نام اثر                          | کارگردان          |
| ---- | -------------------------------- | ----------------- |
| ۱۳۸۸ | واوها و ویرگول‌ها                 | صابر ابر          |
| ۱۳۸۹ | راز ماهی طلایی آکواریوم آقای ژان | احمد ایرانی‌خواه   |
| ۱۳۸۹ | متولد ۱۳۶۱                       | پیام دهکردی       |
| ۱۳۹۱ | راهزنان                          | علیرضا کوشک‌ جلالی |
| ۱۳۹۲ | مخمصه                            | افسانه صرفه‌جو     |
| ۱۳۹۳ | هم هوایی                         | افسانه ماهیان     |
| ۱۳۹۴ | عاشقانه‌های ناآرام                | مریم جلالیان      |
| ۱۳۹۵ | اگر                              | وحید رهبانی       |
| ۱۴۰۳ | جیب هایی پر از نان               | علیرضا گودرزی     |
| ۱۴۰۴ | یخبستگی                          | احمد سلگی         |

### تله‌فیلم
- شب طولانی - ۱۳۹۱ (علی معصومی)
- شبیه شیدایی - ۱۳۹۳ (ناصر پویش)
- آرزوهایت را به خاک نسپار - ۱۳۹۲ (محمدمهدی چوپانی)[۱۴]

### فیلم کوتاه
- ترانه‌ای برای لوبا - ۱۳۸۸ (طوفان نهان‌قدرتی)
- پیش از طلوع - ۱۳۹۲ (تهمینه بهرام‌علیان)
- تو فقط مادر من باش (رقیه توکلی)[۱۵]
- نمی دونم فردا چی میشه... - ۱۳۸۸ (کاوه صباغ‌زاده)
- سمپاتی (سمیرا شکوری)
- بگذار بگذریم (مریم نراقی)
- پاگرد (محسن بنی هاشمی)
- زن مرد نقاش

## جوایز و نامزدها
| سال  | جایزه                                                | رده                      | اثر                        | نتیجه        |
| ---- | ---------------------------------------------------- | ------------------------ | -------------------------- | ------------ |
| ۱۳۹۲ | سومین جشنواره جام جم                                 | بهترین بازیگر زن         | پروانه                     | نامزدشده     |
| ۱۳۹۵ | دهمین جشن منتقدان و نویسندگان سینمایی ایران          | بهترین نقش مکمل زن       | خانه‌ای در خیابان چهل و یکم | دیپلم افتخار |
| ۱۳۹۶ | نوزدهمین جشن خانه سینما                              | بهترین نقش مکمل زن       | خانه‌ای در خیابان چهل و یکم | نامزدشده     |
| ۱۳۹۶ | هفدهمین جشن حافظ                                     | بهترین بازیگر زن         | خانه‌ای در خیابان چهل و یکم | نامزدشده     |
| ۱۳۹۵ | سی و پنجمین دوره جشنواره فیلم فجر                    | بهترین بازیگر نقش اول زن | ایتالیا ایتالیا            | نامزدشده     |
| ۱۳۹۶ | یازدهمین جشن منتقدان و نویسندگان سینمای ایران        | بهترین بازیگر نقش اول زن | ایتالیا ایتالیا            | نامزدشده     |
| ۱۳۹۷ | نهمین جشنواره بین‌المللی تامیل نروژ                   | بهترین بازیگر زن         | ایتالیا ایتالیا            | پیروز        |
| ۱۳۹۷ | هجدهمین جشن حافظ                                     | بهترین بازیگر زن         | ایتالیا ایتالیا            | نامزدشده     |
| ۱۳۹۶ | دهمین دوره جشنواره فیلم کوتاه پورتو پرتغال           | بهترین بازیگر زن         | تو فقط مادر من باش         | پیروز [ ۱۸ ] |
| ۱۳۹۶ | سی و ششمین دوره جشنواره فیلم فجر                     | بهترین بازیگر نقش اول زن | دارکوب                     | پیروز        |
| ۱۳۹۷ | دوازدهمین جشن انجمن منتقدین و نویسندگان سینمای ایران | بهترین بازیگر نقش اول زن | دارکوب                     | پیروز        |
| ۱۳۹۸ | هشتمین جشنواره فیلم‌های ایرانی استرالیا               | بهترین بازیگر نقش اول زن | دارکوب                     | پیروز        |
|      | نوزدهمین جشن حافظ                                    | بهترین بازیگر زن         | دارکوب                     | نامزدشده     |
| ۱۳۹۸ | جشنواره فیلم مالزی                                   | بهترین بازیگر زن         | دارکوب                     | پیروز        |
| ۱۳۹۸ | بیست و یکمین جشن سینمای ایران                        | بهترین بازیگر زن         | دارکوب                     | پیروز        |
| ۱۳۹۸ | جشنواره بین‌المللی فیلم شهر                           | بهترین بازیگر            | پرده نشین                  | پیروز        |
| ۱۴۰۰ | چهلمین دوره جشنواره فیلم فجر                         | بهترین بازیگر زن         | علفزار                     | نامزدشده     |
| ۱۴۰۱ | چهل و یکمین جشنواره فیلم فجر                         | بهترین بازیگر نقش اول زن | جنگل پرتقال                | نامزدشده     |